# Super League 2020-2021 (India)
La Indian Super League 2020-2021, chiamata ufficialmente 2020-2021 Hero Indian Super League per ragioni di sponsorizzazione, è stata la settima edizione dell'Indian Super League, uno dei principali campionati del calcio indiano. La stagione è iniziata il 23 novembre 2020 e si è conclusa il 13 marzo 2021 con la vittoria del Mumbai, al suo 1º titolo. Tutte le gare si sono disputate a Goa a porte chiuse a causa della pandemia di COVID-19 in India.

## Stagione

### Novità
Dal 2020 le squadre partecipanti diventano undici, in quanto l'ATK ha effettuato una fusione con il Mohun Bagan Athletic Club dando vita a una nuova società: l'ATK Mohun Bagan Football Club. Mentre da settembre dopo ll Bengaluru, anche l'East Bengal passa dal campionato di I-League all'ISL..

### Aggiornamenti
Da quest'anno cambia il numero di calciatori stranieri tesserabili, che ora diventa un minimo di cinque e massimo di sei calciatori stranieri più uno proveniente da un paese affiliato alla Confederazione calcistica asiatica (AFC). Cambia anche il numero di giocatori tesserabili in rosa che ora diventa 35..

## Squadre partecipanti e allenatori

### Squadre partecipanti, stadi e sponsor
| Club            | Stagione | Città       | Stadio                           | Stagione precedente                                 |
| --------------- | -------- | ----------- | -------------------------------- | --------------------------------------------------- |
| ATK Mohun Bagan | dettagli | Calcutta    | Salt Lake Stadium                | -                                                   |
| Bengaluru       | dettagli | Bengaluru   | Sree Kanteerava Stadium          | 3ª Classificata, semifinalista di play-off.         |
| Chennaiyin      | dettagli | Chennai     | Marina Arena                     | 2ª Classificata, finalista di play-off contro ATK . |
| East Bengal     | dettagli | Calcutta    | Salt Lake Stadium                | -                                                   |
| FC Goa          | dettagli | Goa         | Fatorda Stadium                  | 1ª Classificata, semifinalista di play-off.         |
| Hyderabad       | dettagli | Hyderabad   | GMC Balayogi Stadium             | 10ª Classificata.                                   |
| Jamshedpur      | dettagli | Jamshedpur  | JRD Tata Sports Complex          | 8ª Classificata.                                    |
| Kerala Blasters | dettagli | Kochi       | Jawaharlal Nehru Stadium (Kochi) | 7ª Classificata.                                    |
| Mumbai City     | dettagli | Mumbai      | Mumbai Football Arena            | 5ª Classificata.                                    |
| NorthEast Utd   | dettagli | Guwahati    | Indira Gandhi Athletic Stadium   | 9ª Classificata.                                    |
| Odisha          | dettagli | Bhubaneswar | Kalinga Stadium                  | 6ª Classificata.                                    |

#### Stadi
A causa della pandemia di COVID-19, l'intera stagione verrà giocata a Goa in 3 stadi; il Fatorda Stadium a Margao, il Tilak Maidan Stadium a Mormugao e il G.M.C Athletic Stadium a Bambolim.
| Squadra          | Città       | Stadio per questa stagione | Capacità |
| ---------------- | ----------- | -------------------------- | -------- |
| ATK Mohun Bagan  | Calcutta    | Fatorda Stadium            | 18,600   |
| Bengaluru        | Bengaluru   | Fatorda Stadium            | 18,600   |
| Goa              | Goa         | Fatorda Stadium            | 18,600   |
| Chennaiyin       | Chennai     | G.M.C Athletic Stadium     | 5,000    |
| Kerala Blasters  | Kochi       | G.M.C Athletic Stadium     | 5,000    |
| Mumbai City      | Mumbai      | G.M.C Athletic Stadium     | 5,000    |
| Odisha           | Bhubaneswar | G.M.C Athletic Stadium     | 5,000    |
| Hyderabad        | Hyderabad   | Tilak Maidan Stadium       | 5,000    |
| Jamshedpur       | Jamshedpur  | Tilak Maidan Stadium       | 5,000    |
| NorthEast United | Guwahati    | Tilak Maidan Stadium       | 5,000    |
| East Bengal      | Calcutta    | Tilak Maidan Stadium       | 5,000    |

### Allenatori
| Club            | Allenatore              | In carica dal    | Vice-allenatore       | Vice-allenatore indiano |
| --------------- | ----------------------- | ---------------- | --------------------- | ----------------------- |
| ATK Mohun Bagan | Antonio López Habas     | 2 maggio 2019    | Angel Diaz Barrachina | Sanjoy Sen              |
| Bengaluru       | Naushad Moosa (Interim) | 6 gennaio 2021   | Javier Pinillos       |                         |
| Chennaiyin      | Csaba László            | 30 agosto 2020   | Admir Kozlic          | Syed Sabir Pasha        |
| East Bengal     | Robbie Fowler           | 21 ottobre 2020  | Tony Grant            | Renedy Singh            |
| FC Goa          | Juan Ferrando           | 30 aprile 2020   | Roma Cunillera        | Clifford Miranda        |
| Hyderabad       | Manuel Marquez          | 31 agosto 2020   | Xavier Gurri Lopez    | Mehrajuddin Wadoo       |
| Jamshedpur      | Owen Coyle              | 6 agosto 2020    | Sandy Stewart         | Noel Wilson             |
| Kerala Blasters | Ishfaq Ahmed (Interim)  | 17 febbraio 2021 | Tomasz Tchorz         |                         |
| Mumbai City     | Sergio Lobera           | 30 marzo 2020    | Jesús Tato            | Anthony Fernandes       |
| NorthEast Utd   | Khalid Jamil (Interim)  | 12 gennaio 2021  | Ivan Piñol            | Alison Kharsyntiew      |
| Odisha          | Steven Dias (Interim)   | 23 febbraio 2021 |                       |                         |

#### Cambio di allenatore
| Squadra         | Allenatore in uscita   | Motivo             | Dal             | Fino al          | Allenatore in entrata   | A partire dal    |
| --------------- | ---------------------- | ------------------ | --------------- | ---------------- | ----------------------- | ---------------- |
| Mumbai City     | Jorge Costa            | Fine contratto     |                 |                  | Sergio Lobera           | 15 aprile 2020   |
| Kerala Blasters | Eelco Schattorie       | Fine contratto     |                 |                  | Kibu Vicuña             | 22 aprile 2020   |
| FC Goa          | Clifford Miranda       | Coach ad Interim   |                 |                  | Juan Ferrando           | 30 aprile 2020   |
| Hyderabad       | Xavier Gurri López     | Coach ad Interim   | 12 gennaio 2020 | 29 agosto 2020   | Albert Roca             | 1º giugno 2020   |
| Odisha          | Josep Gombau           | Consenso reciproco |                 |                  | Stuart Baxter           | 19 giugno 2020   |
| Jamshedpur      | Antonio Iriondo        | Fine contratto     |                 |                  | Owen Coyle              | 7 agosto 2020    |
| NorthEast Utd   | Khalid Jamil           | Caretaker          |                 |                  | Gerard Nus              | 25 agosto 2020   |
| Chennaiyin      | Owen Coyle             | Fine contratto     |                 |                  | Csaba László            | 30 agosto 2020   |
| Hyderabad       | Albert Roca            | Consenso reciproco |                 |                  | Manuel Márquez          | 31 agosto 2020   |
| Bengaluru       | Carles Cuadrat         | Esonero            | 14 giugno 2018  | 6 gennaio 2021   | Naushad Moosa (Interim) | 6 gennaio 2021   |
| NorthEast Utd   | Gerard Nus             | Esonero            | 25 agosto 2020  | 12 gennaio 2021  | Khalid Jamil (Interim)  | 12 gennaio 2021  |
| Odisha          | Stuart Baxter          | Esonero            | 19 giugno 2020  | 3 febbraio 2021  | Gerry Peyton (Interim)  | 3 febbraio 2021  |
| Kerala Blasters | Kibu Vicuña            | Esonero            | 19 marzo 2020   | 17 febbraio 2021 | Ishfaq Ahmed (Interim)  | 17 febbraio 2021 |
| Odisha          | Gerry Peyton (Interim) | INterim            | 3 febbraio 2021 | 23 febbraio 2021 | Steven Dias (Interim)   | 23 febbraio 2021 |

## Giocatori stranieri
Il numero di giocatori stranieri ammessi in una squadra è di minimo cinque e massimo sei. Tuttavia, il numero massimo di giocatori stranieri ammessi in campo è cinque.
| Squadra          | Giocatore 1      | Giocatore 2        | Giocatore 3     | Giocatore 4          | Giocatore 5       | Giocatore 6       | Giocatore AFC       |
| ---------------- | ---------------- | ------------------ | --------------- | -------------------- | ----------------- | ----------------- | ------------------- |
| ATK Mohun Bagan  | Roy Krishna      | Edu García         | Javi Hernández  | Carl McHugh          | Tiri              | Marcelinho        | David Williams      |
| Bengaluru        | Dimas Delgado    | Juanan             | Fran González   | Cleiton Silva        | Kristian Opseth   | Xisco Hernández   | Erik Paartalu       |
| Chennaiyin       | Eli Sabiá        | Enes Sipović       | Memo            | Isma                 | Jakub Sylvestr    | Manuel Lanzarote  | Fatxullo Fatxulloev |
| East Bengal      | Matti Steinmann  | Anthony Pilkington | Daniel Fox      | Aaron Amadi-Holloway | Jacques Maghoma   | Bright Enobakhare | Scott Neville       |
| Goa              | Edu Bedia        | Igor Angulo        | Jorge Ortiz     | Iván González        | Alberto Noguera   |                   | James Donachie      |
| Hyderabad        | João Victor      | Lluís Sastre       | Aridane Santana | Odei Onaindia        | Francisco Sandaza | Roland Alberg     | Joel Chianese       |
| Jamshedpur       | Aitor Monroy     | David Grande       | Nerijus Valskis | Alex                 | Stephen Eze       | Peter Hartley     | Nicholas Fitzgerald |
| Kerala Blasters  | Juande           | Facundo Pereyra    | Vicente Gómez   | Gary Hooper          | Costa Nhamoinesu  | Bakary Koné       | Jordan Murray       |
| Mumbai City      | Ahmed Jahouh     | Mourtada Fall      | Hugo Boumous    | Bartholomew Ogbeche  | Hernán Santana    | Adam le Fondre    | Cy Goddard          |
| NorthEast United | Federico Gallego | Khassa Camara      | Luís Machado    | Benjamin Lambot      | Idrissa Sylla     | Deshorn Brown     | Dylan Fox           |
| Odisha           | Diawandou Diagne | Diego Maurício     | Manuel Onwu     | Steven Taylor        | Cole Alexander    | Brad Inman        | Jacob Tratt         |

## Classifica
|                  | Pos. | Squadra         | Pt | G  | V  | N  | P  | GF | GS | DR  |
| ---------------- | ---- | --------------- | -- | -- | -- | -- | -- | -- | -- | --- |
| India (bandiera) | 1.   | Mumbai City     | 40 | 20 | 12 | 4  | 4  | 35 | 18 | +17 |
|                  | 2.   | ATK Mohun Bagan | 40 | 20 | 12 | 4  | 4  | 28 | 15 | +13 |
|                  | 3.   | NorthEast Utd   | 33 | 20 | 8  | 9  | 3  | 31 | 25 | +6  |
|                  | 4.   | FC Goa          | 31 | 20 | 7  | 10 | 3  | 31 | 23 | +8  |
|                  | 5.   | Hyderabad       | 29 | 20 | 6  | 11 | 3  | 27 | 19 | +8  |
|                  | 6.   | Jamshedpur      | 27 | 20 | 7  | 6  | 7  | 21 | 22 | -1  |
|                  | 7.   | Bengaluru       | 22 | 20 | 5  | 7  | 8  | 26 | 28 | -2  |
|                  | 8.   | Chennaiyin      | 20 | 20 | 3  | 11 | 6  | 17 | 23 | -6  |
|                  | 9.   | East Bengal     | 17 | 20 | 3  | 8  | 9  | 22 | 33 | -11 |
|                  | 10.  | Kerala Blasters | 17 | 20 | 3  | 8  | 9  | 23 | 36 | -13 |
|                  | 11.  | Odisha          | 12 | 20 | 2  | 6  | 12 | 25 | 44 | -19 |

Legenda:
:       Campione dell'Indian Super League e ammessa alla fase a gironi dell'AFC Champions League 2022
      Ammesse ai Play-off.
- La Super Cup è stata annullata causa la  Pandemia di COVID-19 del 2020 in India.

## Spareggi

### Play-off

#### Tabellone
|  | Semifinali | Semifinali      | Semifinali | Semifinali | Semifinali |  |  | Finale | Finale          | Finale | Finale | Finale |  |
|  |            |                 |            |            |            |  |  |        |                 |        |        |        |  |
|  | 4          | FC Goa          | 2          | 0          | 2          |  |  |        |                 |        |        |        |  |
|  | 1          | Mumbai City     | 2          | 0          | 2          |  |  | 1      | Mumbai City     | 2      | -      | -      |  |
|  | 3          | NorthEast Utd   | 1          | 1          | 2          |  |  | 2      | ATK Mohun Bagan | 1      | -      | -      |  |
|  | 2          | ATK Mohun Bagan | 1          | 2          | 3          |  |  |        |                 |        |        |        |  |

#### Semifinali
|                 | Risultati |                 | Luogo e data           |
| --------------- | --------- | --------------- | ---------------------- |
| Goa             | 2-2       | Mumbai City     | Margao, 5 marzo 2021   |
| Mumbai City     | 0-0       | Goa             | Bambolim, 8 marzo 2021 |
|                 |           |                 |                        |
| NorthEast Utd   | 1-1       | ATK Mohun Bagan | Bambolim, 6 marzo 2021 |
| ATK Mohun Bagan | 2-1       | NorthEast Utd   | Margao, 9 marzo 2021   |
|                 |           |                 |                        |

#### Finale
|             | Risultati |                 | Luogo e data          |
| ----------- | --------- | --------------- | --------------------- |
| Mumbai City | 2-1       | ATK Mohun Bagan | Margao, 13 marzo 2021 |
|             |           |                 |                       |

## Statistiche

### Squadre

#### Classifica in divenire
|                  | 1ª | 2ª | 3ª | 4ª | 5ª | 6ª | 7ª | 8ª | 9ª | 10ª | 11ª | 12ª | 13ª | 14ª | 15ª | 16ª | 17ª | 18ª | 19ª | 20ª | 21ª | 22ª |
| ---------------- | -- | -- | -- | -- | -- | -- | -- | -- | -- | --- | --- | --- | --- | --- | --- | --- | --- | --- | --- | --- | --- | --- |
| ATK Mohun Bagan  | 3  | 6  | 9  | 9  | 10 | 13 | 13 | 16 | 17 | 20  | 20  | 20  | 21  | 24  | 24  | 27  | 30  | 33  | 36  | 39  | 40  | 40  |
| Bengaluru        | 1  | 2  | 2  | 5  | 6  | 9  | 12 | 12 | 12 | 12  | 12  | 13  | 13  | 14  | 15  | 18  | 19  | 19  | 22  | 22  | 22  | 22  |
| Chennaiyin       | 3  | 3  | 4  | 4  | 4  | 5  | 8  | 9  | 10 | 10  | 11  | 14  | 15  | 15  | 16  | 16  | 17  | 17  | 18  | 19  | 20  | 20  |
| East Bengal      | 0  | 0  | 0  | 0  | 1  | 1  | 2  | 3  | 6  | 7   | 10  | 11  | 12  | 12  | 13  | 13  | 16  | 16  | 17  | 17  | 17  | 17  |
| FC Goa           | 1  | 1  | 2  | 5  | 8  | 8  | 8  | 11 | 14 | 15  | 15  | 18  | 19  | 20  | 21  | 21  | 22  | 23  | 24  | 27  | 30  | 31  |
| Hyderabad        | 3  | 4  | 5  | 5  | 6  | 9  | 9  | 9  | 9  | 12  | 15  | 16  | 17  | 18  | 19  | 22  | 22  | 23  | 24  | 27  | 28  | 29  |
| Jamshedpur       | 0  | 1  | 2  | 5  | 6  | 7  | 10 | 10 | 13 | 13  | 13  | 13  | 13  | 14  | 15  | 18  | 18  | 21  | 21  | 24  | 24  | 27  |
| Kerala Blasters  | 0  | 1  | 2  | 2  | 2  | 2  | 3  | 6  | 6  | 6   | 9   | 10  | 13  | 14  | 15  | 15  | 15  | 16  | 16  | 16  | 17  | 17  |
| Mumbai City      | 0  | 3  | 6  | 9  | 12 | 13 | 16 | 16 | 19 | 22  | 25  | 26  | 26  | 29  | 30  | 30  | 33  | 34  | 34  | 34  | 37  | 40  |
| NorthEast United | 3  | 4  | 5  | 8  | 9  | 10 | 10 | 11 | 11 | 11  | 11  | 12  | 15  | 15  | 18  | 21  | 22  | 23  | 26  | 27  | 30  | 33  |
| Odisha           | 0  | 1  | 1  | 1  | 1  | 1  | 1  | 2  | 2  | 5   | 6   | 6   | 7   | 8   | 8   | 8   | 8   | 9   | 9   | 9   | 9   | 12  |

### Primati stagionali

#### Squadre
- Maggior numero di vittorie: Mumbai City, ATK Mohun Bagan (12)
- Minor numero di sconfitte: NorthEast Utd, Goa, Hyderabad (3)
- Miglior attacco: Mumbai City (34)
- Miglior difesa: ATK Mohun Bagan (15)
- Miglior differenza reti: Mumbai City (+17)
- Maggior numero di pareggi: Hyderabad, Chennaiyin (11)
- Minor numero di pareggi: Mumbai City, ATK Mohun Bagan (4)
- Partita con più spettatori:
- Partita con meno spettatori:
- Media spettatori:
- Minor numero di vittorie: Odisha (2)
- Maggior numero di sconfitte: Odisha (12)
- Peggior attacco: Chennaiyin (17)
- Peggior difesa: Odisha (44)
- Peggior differenza reti: Odisha (-19)
- Partita con più reti: Odisha 6–5 East Bengal (27 gennaio 2021)
- Partita con maggiore scarto di gol: Odisha 1–6 Mumbai City (24 febbraio 2021)
- Miglior serie positiva: ATK Mohun Bagan (5)
- Peggior serie negativa: Bengaluru (4)

### Individuali

#### Classifica marcatori
| Gol | Rigori |  | Giocatore           | Squadra         |
| --- | ------ |  | ------------------- | --------------- |
| 14  | 3      |  | Igor Angulo         | Goa             |
| 14  | 4      |  | Roy Krishna         | ATK Mohun Bagan |
| 12  | 1      |  | Diego Maurício      | Odisha          |
| 11  | 4      |  | Adam le Fondre      | Mumbai City     |
| 10  | 1      |  | Aridane Santana     | Hyderabad       |
| 8   | 1      |  | Nerijus Valskis     | Jamshedpur      |
| 8   | 1      |  | Bartholomew Ogbeche | Mumbai City     |
| 8   | 2      |  | Sunil Chhetri       | Bengaluru       |
| 7   | 0      |  | Cleiton Silva       | Bengaluru       |
| 6   | 0      |  | Jordan Murray       | Kerala Blasters |
| 6   | 0      |  | Jorge Ortiz         | Goa             |
| 6   | 0      |  | Manvir Singh        | ATK Mohun Bagan |
| 6   | 0      |  | David Joel Williams | ATK Mohun Bagan |
| 6   | 0      |  | Bipin Singh         | Mumbai City     |
| 6   | 1      |  | Luís Machado        | NorthEast Utd   |